# Pogranitschnoje (Kaliningrad, Bagrationowsk)
Pogranitschnoje (russisch Пограничное, deutsch Hussehnen) ist ein Ort in der russischen Oblast Kaliningrad und gehört zur Landgemeinde Dolgorukowskoje im Rajon Bagrationowsk.

## Geographische Lage
Pogranitschnoje liegt 13 Kilometer nordwestlich der Stadt Bagrationowsk (Preußisch Eylau) an einer Nebenstraße, die unweit von Strelnja (Schultitten) von der russischen Fernstraße A 195 (ehemalige deutsche Reichsstraße 128) abzweigt und über Krasnosnamenskoje (Dollstädt) bis nach Bogatowo (Rositten) im russisch-polnischen Grenzgebiet führt und vor 1945 weiter bis nach Gallingen (heute polnisch: Galiny) und Quehnen (Kiwajny) verlief.
Bis 1945 war Rositten (heute russisch: Bogatowo) die nächste Bahnstation und lag an der Strecke von Heiligenbeil (Mamonowo) über Zinten (Kornewo) nach Preußisch Eylau (Bagrationowsk), die heute nur noch im letzten Teilstück für Militärverkehr betrieben wird.

## Geschichte
Das einst Hussehnen (noch früher auch Awseynen und Oßainen) genannte Dorf ist ein alter prußischer Ort. Er lag in der Ordenszeit im Kammeramt Zinten (heute russisch: Kornewo) der Komturei Balga.
Beim Poleneinfall 1414 und mehr noch im Ständekrieg 1454/66 wurde der Ort schwer verwüstet. Die Wirren des Reiterkrieges 1520 haben Hussehnen ganz ruiniert, so dass er aufhörte zu bestehen und fast 40 Jahre wüst war.
Am 29. März 1559 wurde Hussehnen vom Schulzen Siegmund Abramowsky aus Sodehnen (polnisch: Sodziany, nicht mehr existent) neu gegründet. Die Neubesiedlung machte schnelle Fortschritte, und die neuen Bauern machten die verwilderte und verwachsene Feldmark wieder urbar.
Um 1619 wurde Hussehnen von der Landesherrschaft an Wolf Heinrich Truchseß von Waldburg-Wildenhoff verpfändet. Das Dorf wurde in der Folgezeit regelrecht ausgebeutet, bis es endlich wieder ausgelöst, wohl noch eine Zeitlang dem kurfürstlichen Rat Friedrich von Mühlheim verpfändet, dann aber völlig frei und bis in neuere Zeit ein „Königliches Dorf“ war.
Im Jahre 1785 war Hussehnen ein Dorf mit 21 Feuerstellen. 1846 waren bereits 29 Wohngebäude und 262 Bewohner im Dorf, 1871 zählte es 39 Wohnhäuser, 73 Haushalte und 347 Einwohner.
Am 7. Mai 1874 wurde Hussehnen in den neu errichteten Amtsbezirk Rositten (heute russisch: Bogatowo) eingegliedert. Er gehörte zum Landkreis Preußisch Eylau im Regierungsbezirk Königsberg der preußischen Provinz Ostpreußen. Diese Zugehörigkeit bestand bis 1945.
Am 1. Dezember 1910 zählte Hussehnen 434 Einwohner. Im Ersten Weltkrieg zählte Hussehnen zu den Orten des Kreises, die von russischen Truppen Ende August 1914 nicht erreicht wurden. Im Jahre 1933 betrug die Einwohnerzahl 377, im Jahre 1939 belief sie sich auf 384.
Infolge des Zweiten Weltkrieges kam Hussehnen mit dem gesamten nördlichen Ostpreußen zur Sowjetunion und erhielt 1947 die russische Bezeichnung Pogranitschnoje. Bis 2008 war der Ort in den Dorfsowjet bzw. Dorfbezirk Tschapajewski eingegliedert. Seither ist er eine als „Siedlung“ (russisch: possjolok) eingestufte Ortschaft innerhalb der Landgemeinde Dolgorukowskoje.

## Kirche
Die meisten Einwohner in Hussehnen waren vor 1945 evangelischer Konfession. Das Dorf war in das Kirchspiel Klein Dexen eingepfarrt, das 1938 im Kirchspiel Stablack (heute russisch: Dolgorukowo) aufging. Es gehörte zum Kirchenkreis Preußisch Eylau (Bagrationowsk) innerhalb der Kirchenprovinz Ostpreußen der Kirche der Altpreußischen Union.
Heute liegt Pogranitschnoje im Einzugsbereich der Dorfkirchengemeinde in Gwardeiskoje (Mühlhausen). Sie ist Filialgemeinde der Auferstehungskirche in Kaliningrad (Königsberg) und in die Propstei Kaliningrad der Evangelisch-Lutherischen Kirche Europäisches Russland integriert.

## Schule
In Hussehnen bestand bis 1945 eine mehrklassige Schule, die 1738 gegründet worden war. Letzter Schulhalter war der Lehrer Kurt Meyrahn.